# Казан-хан
Казан-хан (? — 1346) — чингизид, потомок Чагатая, хан Чагатайского улуса, годы правления (1343—1346).

## Правление
Казан-хан пришёл к власти после смерти чагатаида Мухаммед Пулада в 1342 году. В 1345 г. он перенёс свою столицу в город Карши (Узбекистан), в дворец Занжир Сарай. В источниках его также называют Казан-Тимуром. Правление его было неспокойным.
После гибели Казан-хана Чагатайский улус распался на два отдельных государства: Мавераннахр и Моголистан. На его дочери Сарай-мульк ханым был женат внук эмира Казагана эмир Хусейн, после смерти которого на ней женился Тимур. В Мавераннахре (междуречье Сырдарьи и Амударьи) власть Чагатаидов больше не восстановилась.

## Смерть
В 1346 году он стал жертвой заговора Казагана. Он был убит в сражении. Вместо Казан-хана власть захватил нечингизид эмир Казаган.